# Орехово-Борисово Южное
Оре́хово-Бори́сово Ю́жное — район в Южном административном округе Москвы и соответствующее ему одноимённое внутригородское муниципальное образование в Москве.
Район граничит с московскими районами Бирюлёво Восточное (на западе), Орехово-Борисово Северное и Зябликово (на севере), Братеево (на востоке), а по МКАД — с Развилковским сельским поселением Московской области.

## Показатели района
По данным на 2010 год площадь территории района составляет 694,26 га. Население — 146 959 чел. (2024). Плотность населения — 20860,2 чел./км², площадь жилого фонда — 2149,7 тыс. м² (2010 год).

## Основные характеристики

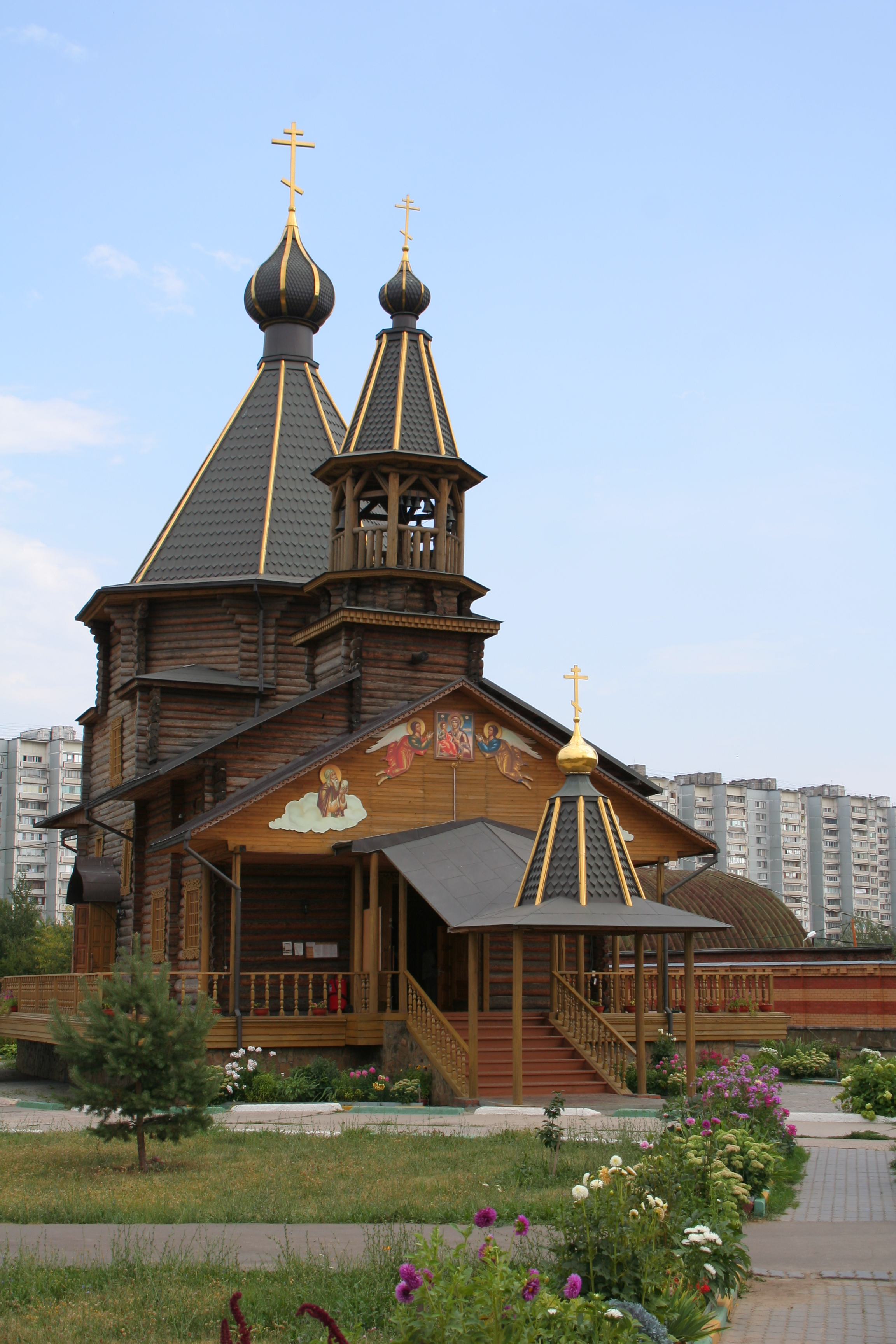
Храм-часовня иконы Божией Матери «Троеручица» в Орехове-Борисове

Орехово-Борисово Южное — территория на юге Москвы, на месте бывших деревень Орехово и Зябликово. С начала 1970-х годов — район массового жилищного строительства (авторы проекта П. П. Зиновьев, И. А. Вахутин, В. А. Чемерис).
Основные улицы: Генерала Белова, Домодедовская, Воронежская, Ореховый бульвар, Ясеневая, Каширское шоссе. Станции метро — «Домодедовская», «Зябликово». По состоянию на 1 января 2010 года территории района проживало 133,8 тыс. жителей.

## История
Два района на юге Москвы Орехово-Борисово Северное и Орехово-Борисово Южное получили своё название от крупного жилого массива Орехово-Борисово, который в свою очередь назван по когда-то существовавшим здесь деревне Орехово и селу Борисово.
При этом село Борисово располагалось севернее территории современного района Орехово-Борисово Южное, а на территории района были расположены деревни Орехово и Зябликово.

### История деревни Орехово
Земли, на которых располагалась деревня Орехово, обжиты с давних времён. Первое письменное упоминание об этих землях относится к концу XVI века. В писцовых книгах указано, что к землям дворцового села Коломенского относилась:
...пустошь, что была деревня Арехово Алмазниково, пашни паханные наезду худые земли десятина, да перелогу семь десятин с пол десятиной, да кустарем поросло десять десятин, да у села у Борисовского полчетверты десятины в поле, а в дву потому же, сена десятина бес трети десятины.

### История деревни Зябликово
Впервые деревня Зябликово упоминается в писцовой книге поместных и вотчинных земель 1627—1629 годов.
Деревня исторически относилась к Подольскому уезду Московской губернии и располагалась на границе с Московским уездом, на самом северо-западе Островской вотчины.

### В составе Москвы

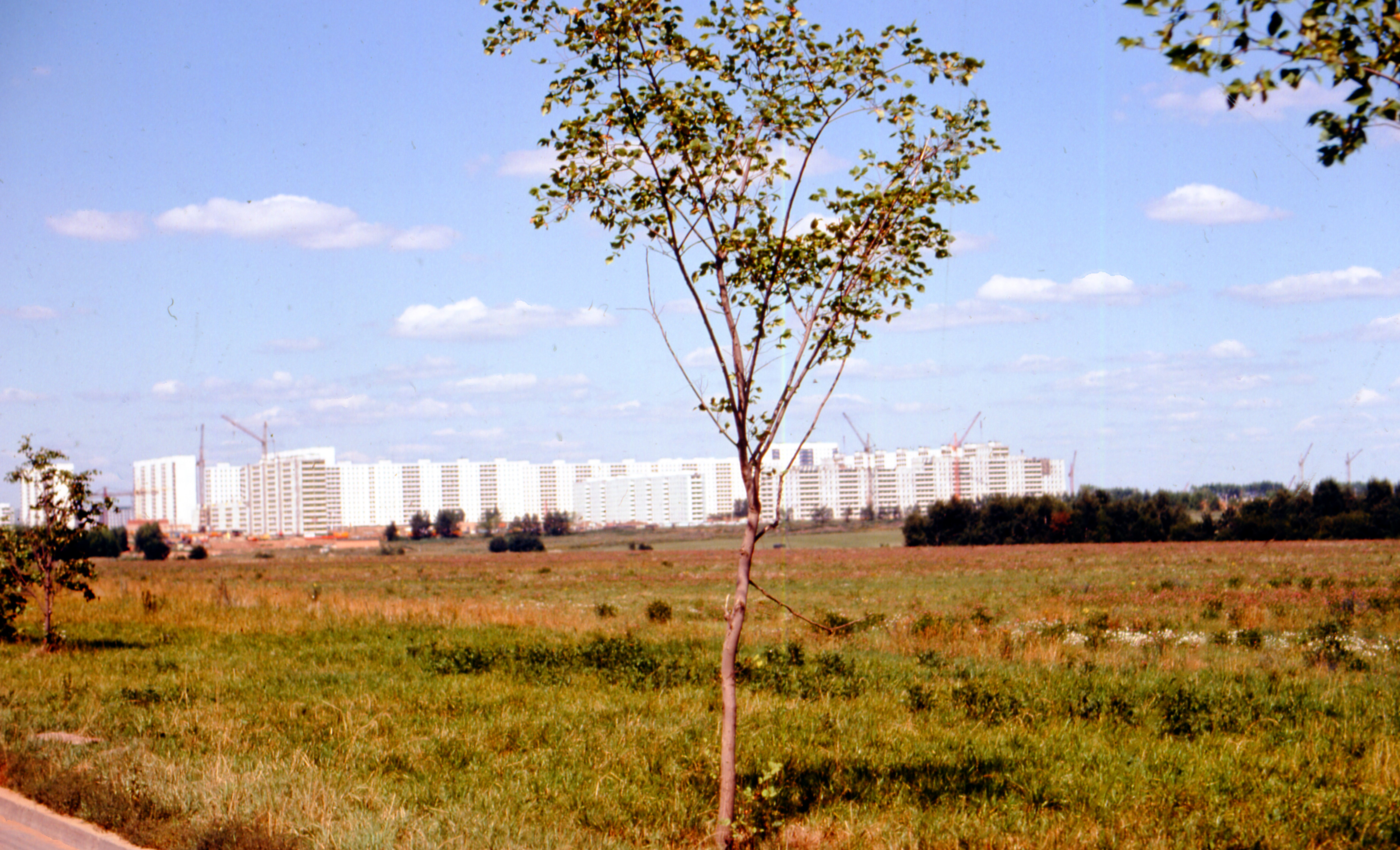
Строительство 9-этажных домов в Орехово-Борисово у нынешней метро Домодедовская. Вид в северном направлении (1975)

В 1960 году территория современного района была включена в черту города Москвы, сначала в Пролетарский район, а с 1969 года — в Красногвардейский. В 1970-х годах это часть района массового жилищного строительства Орехово-Борисово.
От деревни Орехово сохранилось лишь Ореховское кладбище. О деревне напоминают названия районов Орехово-Борисово Северное и Орехово-Борисово Южное и станции метро «Орехово». Деревня Зябликово просуществовала до середины 1980-х годов. О ней напоминают район Зябликово (на территории которого она, правда, никогда не находилась) и станция метро «Зябликово».
В 1991 году старое разделение на районы было отменено, были образованы административные округа, в том числе Южный административный округ и в его составе временные муниципальные округа Орехово-Борисово Южное и Орехово-Борисово Северное, с 1995 года получившие статус районов Москвы.

## Население
| 2002     | 2010     | 2012     | 2013     | 2014     | 2015     | 2016     |
| -------- | -------- | -------- | -------- | -------- | -------- | -------- |
| 137 965  | ↗145 588 | ↗146 591 | ↗146 873 | ↗147 421 | ↗147 498 | ↗147 867 |
| 2017     | 2018     | 2019     | 2020     | 2021     | 2023     | 2024     |
| ↘147 684 | ↗147 713 | ↗147 789 | ↗147 835 | ↘146 688 | ↗148 059 | ↘146 959 |

### Национальный состав
По итогам переписи населения 2020 года проживали следующие национальности (национальности менее 0,1 % и другое, см. в сноске к строке «Другие»):
| Национальность | Численность, чел. | Доля     |
| -------------- | ----------------- | -------- |
| Русские        | 120 164           | 81,92 %  |
| Татары         | 1134              | 0,77 %   |
| Азербайджанцы  | 867               | 0,59 %   |
| Украинцы       | 755               | 0,51 %   |
| Армяне         | 660               | 0,45 %   |
| Грузины        | 398               | 0,27 %   |
| Узбеки         | 319               | 0,22 %   |
| Белорусы       | 217               | 0,15 %   |
| Мордва         | 195               | 0,13 %   |
| Киргизы        | 189               | 0,13 %   |
| Таджики        | 187               | 0,13 %   |
| Молдаване      | 175               | 0,12 %   |
| Чуваши         | 159               | 0,11 %   |
| Казахи         | 150               | 0,10 %   |
| Другие         | 21 119            | 14,40 %  |
| Итого          | 146 688           | 100,00 % |

## Склонение названия района
В соответствии со строгой литературной нормой, в сдвоенном топониме Орехово-Борисово склоняются по падежам обе части названия: в Орехове-Борисове. Следовательно, в названии района склоняются все три слова: в Орехове-Борисове Южном.

## Экономика
В Орехове-Борисове Южном находятся 16-й автобусный парк, транспортное предприятие «Транстурсервис», Домодедовский рынок.

## Парки и скверы
Народный парк «Берёзовая роща» — расположен между МКАД, Елецкой улицей и Гурьевским проездом. Обустройство парка началось в 2015 году. В парке проложили дорожки, установили фонарные столбы, скамейки и урны. Для маленьких посетителей сделали детскую площадку, а для спортсменов разместили зоны воркаута. Также здесь появилась площадка для выгула собак.
Парк «Долина реки Шмелёвки» (2023).

## Религия
В районе есть две действующих православных церкви:
- Храм-часовня иконы Божией Матери «Троеручица» (Каширское шоссе, вл. 63, стр.2, настоятель — епископ Савва (Волков))[26]
- Храм Покрова Пресвятой Богородицы в Орехово (улица Ясеневая, д.41, настоятель — протоиерей Олег

(Воробьев)). Церкви входят в состав Даниловского благочиния Московской городской епархии Русской православной церкви.

## Перспективы развития

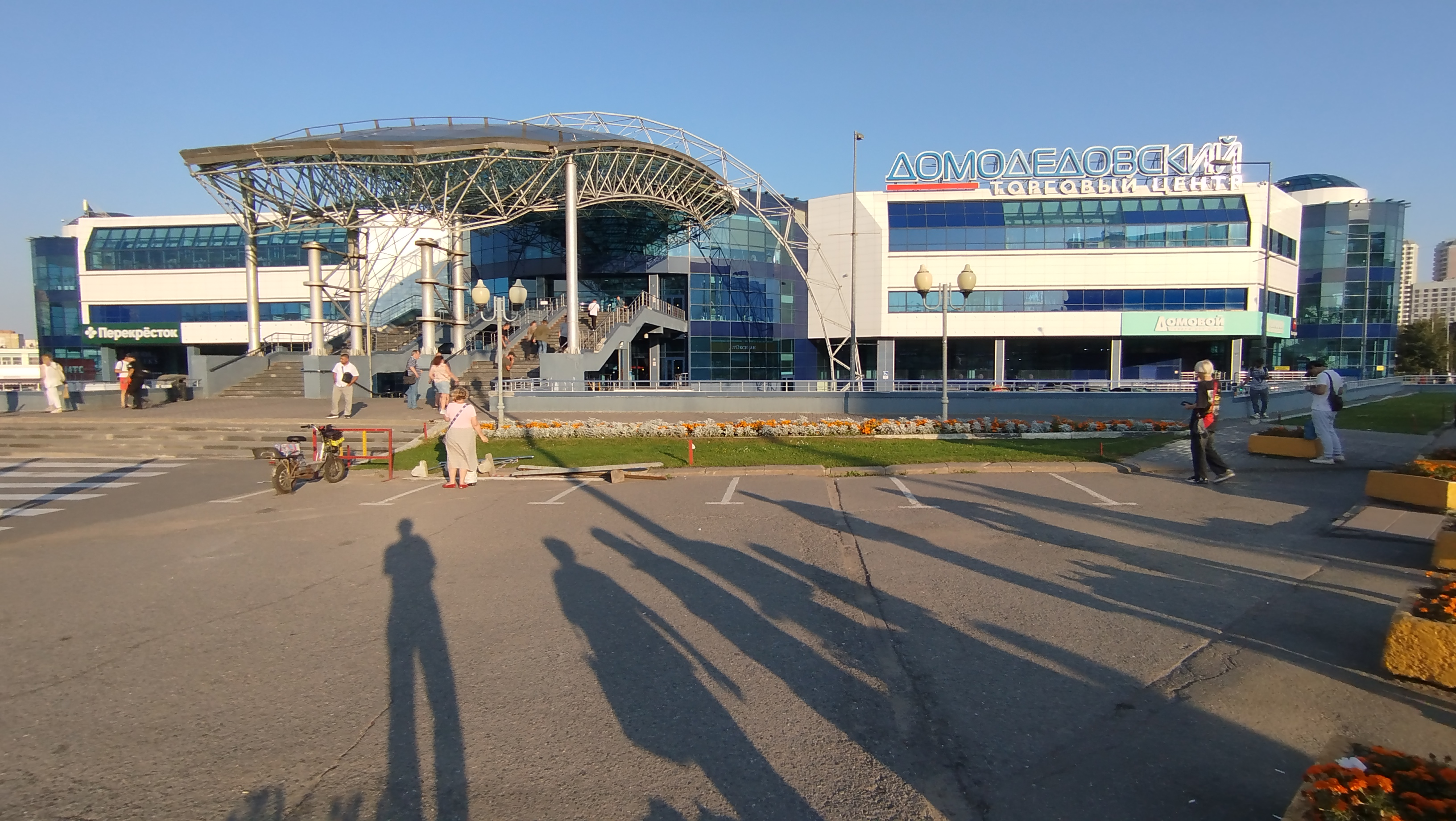
Торгово-развлекательный центр Домодедовский

23 августа 2012 года Градостроительно-земельная комиссия города Москвы одобрила проект планировки участка, ограниченного Ореховым бульваром, Каширским шоссе, Ясеневой улицей, улицей Генерала Белова. Согласно проекту, на территории предполагается возвести транспортно-пересадочный узел площадью 6,3 тыс. м² (у станции метро «Домодедовская»), создать жилой фонд площадью 60,4 тыс. м², а также разместить различные общественные объекты (деловой центр площадью 34,2 тыс. м², гостиница на 300 мест, здания Мосгорстата, ФОКа, бани и центра социального обслуживания).
В 2019 году на улице Генерала Белова завершено строительство жилого комплекса «Орехово-Борисово» (застройщик «РГ-Девелопмент»). Общая площадь жилых объектов составляет 78,8 тыс. м². Более, чем 2,7 тыс. м² от этой площади будет предусмотрено для обустройства коммерческих помещений.